# Ebo parabolis
Ebo parabolis är en spindelart som beskrevs av Schick 1965. Ebo parabolis ingår i släktet Ebo och familjen snabblöparspindlar. Inga underarter finns listade i Catalogue of Life.